# Letesenbet Gidey
Letesenbet Gidey (Amhaars: ለተሰንበት ግደይ) (Tigray, 20 maart 1998) is een atlete uit Tigray, provincie van Ethiopië. Zij heeft zich toegelegd op de lange afstanden. In 2022 werd zij wereldkampioene op de 10.000 m, is ook wereldrecordhoudster op deze afstand, evenals op de halve marathon. Eenmaal nam zij deel aan de Olympische Spelen, waar zij een bronzen medaille aan overhield. 

## Loopbaan
In 2019 won Gidey de Zevenheuvelenloop in 44.20 minuten. Dit is de beste wereldprestatie ooit op de 15 km. Op de wereldkampioenschappen van 2019 werd ze tweede op de 10.000 m achter Sifan Hassan.
In oktober 2020 verbeterde Gidey in Valencia op de 5000 m het wereldrecord in een tijd van 14.06,62. Een jaar later, op de Olympische Spelen in Tokio, eindigde ze op de derde plaats op de 10.000 m.
Naast olympisch brons heeft Gidey in dat jaar ook de wereldrecords op de 10.000 m en de halve marathon verbroken.
In 2023 ontving Gidey de 'International Fair Play Award', toegekend door World Athletics. Dit omdat zij tijdens de WK in Boedapest onmiddellijk na de finish op de 10.000 m terug was gelopen naar Sifan Hassan die vlak voor de finish was gevallen, en een arm om haar heensloeg om haar te troosten. Gidey onderscheidt zich door haar gracieuze loopstijl en liefde voor de medemens. In haar provincie werden tussen 2020 en 2022 600.000 mensen vermoord en 160.000 vrouwen verkracht. Begin 2024 leven vier miljoen Tigrayers op de rand van verhongering. Gidey bezocht een kindervluchtelingenkamp in Tigray. Ook doneerde zij voedsel voor een dorp in de provincie voor 280 hongerenden.
Gidey heeft een contract bij het NN Running Team.

## Titels
- Wereldkampioene 10.000 m - 2022
- Ethiopisch kampioene 10.000 m - 2019
- Wereldkampioene veldlopen U20 - 2015, 2017

## Persoonlijke records
Baan
| Onderdeel   | Prestatie            | Datum            | Plaats              |
| ----------- | -------------------- | ---------------- | ------------------- |
| 1500 m      | 4.11,11              | 15 juni 2017     | Hérouville-en-Vexin |
| 3000 m      | 8.20,27              | 30 juni 2019     | Palo Alto           |
| 2 Eng. mijl | 9.06,74              | 20 augustus 2021 | Eugene              |
| 5000 m      | 14.06,62 (ex-WR; NR) | 7 oktober 2020   | Valencia            |
| 10.000 m    | 29.01,03 (ex-WR; NR) | 8 juni 2021      | Hengelo             |

Weg
| Onderdeel      | Prestatie    | Datum           | Plaats    |
| -------------- | ------------ | --------------- | --------- |
| 10 km          | 33.55        | 19 mei 2019     | Bengaluru |
| 15 km          | 44.20 (BWP)  | 7 november 2019 | Nijmegen  |
| halve marathon | 1:02.52 (WR) | 24 oktober 2021 | Valencia  |
| marathon       | 2:16.49      | 4 december 2022 | Valencia  |

## Palmares

### 5000 m
- 2022: 5e WK - 14.47,98

### 10.000 m
- 2019:  Ethiopische kamp. - 32.10,2
- 2019:  WK - 30.21,23
- 2021:  OS - 30.01,72
- 2022:  WK - 30.09,94
- 2023:  WK - 31.28,16

### marathon
- 2023:  marathon van New York - 2:27.29

### veldlopen
- 2015:  WK U20 - 19.48
- 2017:  WK U20 - 18.34
- 2019:  WK - 36.24

## Onderscheidingen
- World Athletics International Fair Play Award - 2023

1987 Ingrid Kristiansen ·
1991 Liz McColgan ·
1993 Wang Junxia ·
1995 Fernanda Ribeiro ·
1997 Sally Barsosio ·
1999 Gete Wami ·
2001 Derartu Tulu ·
2003 Berhane Adere ·
2005 Tirunesh Dibaba ·
2007 Tirunesh Dibaba ·
2009 Linet Masai ·
2011 Vivian Cheruiyot ·
2013 Tirunesh Dibaba ·
2015 Vivian Cheruiyot ·
2017: Almaz Ayana ·
2019 Sifan Hassan ·
2022 Letesenbet Gidey ·
2023 Gudaf Tsegay
- World Athletics: 14654918